# AIK Fotbolls historia 1924–1928
AIK Fotbolls historia 1924-1928 innefattar bland annat Fotbollsallsvenskans start och hur det gick för AIK under de inledande åren som dominerades av lag från Göteborg. AIK tog inget SM-guld denna period.

## Starten av Allsvenskan: Göteborgsdominans
Den nya eran i svensk fotboll började helt klart med Allsvenskans start 1924. Sverige hade tidigare saknat en rikstäckande serie, med ned- och uppflyttning. Lag norr om Gästrikland fick dock inte fick deltaga förrän säsongen 1953/54. Allsvenskan, som kallades "storserien" till en början, blev en stor succé.
För AIK:s del fick Rudolf Kock chansen att göra AIK:s första mål i Allsvenskan någonsin, då AIK fick en straff i premiären mot Västerås IK på Stockholms Stadion. Rudolf sköt straffen men missade och istället gjorde Västerås mål i den trettiosjunde minuten genom Gösta Ståhl. AIK kunde  vända 0-1 i halvtid till storseger med 5-1. AIK:s första målskytt blev John "Broarn" Persson när han kvitterade i 57:e minuten. Han utmärkte sig ytterligare en gång under seriens gång, i en match mot IFK Göteborg borta den 24 augusti blev han utvisad som förste man i AIK. AIK hade inget att göra med striden om seriesegern. Det blev en göteborgsuppgörelse mellan GAIS (som till slut vann Allsvenskan 1924/25), Örgryte IS och  IFK Göteborg. AIK spelade stabilt serien ut och hamnade till slut på en femteplats med 12 segrar och 10 förluster på tjugotvå matcher. Under hösten 1924 fick AIK sitt första inofficiella utlandsproffs i och med Pära Kaufeldts flytt till Stade Olympique Montpellier. Det var dock stenhårda amatörregler dessa tider, så Pära Kaufeldts "egentliga" syssla i Montpellier var att tillträda en plats i ett varuhus.
Ett rekord i vinterfotboll sattes tidigt i januari 1925 då AIK och Djurgården spelade en vänskapsmatch på Stockholms stadion på nyårsdagen. AIK vann då med 6-3. På trettondagen var det dags igen, 3-1 till AIK den gången.
Säsongen 1925-1926 var mycket lik den första om man ser på tabelltoppen. Det var tre göteborgslag i toppen, sedan Hälsingborgs IF och på femte plats AIK. Denna säsong var AIK inte lika stabila, man blandade storartade insatser (vinster mot bland annat GAIS och IFK Göteborg) med rena bottennapp (poängförluster mot IFK Uddevalla och IFK Malmö). AIK avgjorde tre gånger i slutminuterna, hemma mot IFK Eskilstuna, IFK Norrköping, och IK City, varav två när det endast återstod tjugo sekunder av matchen. Inte heller denna säsong lyckades AIK vinna på bortaplan i Göteborg, och "göteborgsspöket" blev bara större och läskigare. De senaste 27 tävlingsmatcher i Göteborg har AIK inte vunnit mot IFK Göteborg, GAIS eller Örgryte. Hemmamatcherna gick dock bättre, och hemmamatchen mot IFK Göteborg drog hela 15 000 (nytt publikrekord för AIK).
Även säsongen 1926-27 slutade AIK femma, för tredje året i följd, men också som bästa stockholmslag. Precis som de föregående säsongerna var det göteborgslag i toppen, tätt följda av Hälsingborgs IF. Denna gång kunde skånelaget ta en tredjeplats, efter GAIS, som vann, och IFK Göteborg. Vårens stora sensation i Allsvenskan stod dock AIK för - man lyckades vinna över GAIS med 2-1 i Göteborg. Händelsen betecknades som "den stora bomben". Anledningen till de starka reaktionerna var att AIK aldrig har vunnit i Göteborg mot någon av de tre stora i tävlingssammanhang. Före denna seger hade AIK legat pyrt till, man var ett poäng från nedflyttningsstrecket. Men AIK spelade sedan upp sig till en redan nämnd femteplatst.
Det gick sämre efterföljande säsong, 1927-28. AIK fick nöja sig med en sjundeplats, trots att laget startat hösten väldigt bra och låg långt fram i tabellen, endast tre poäng efter ledande Hälsingborg. Men året hade dock små höjdpunkter att bjuda på: derbyseger över Djurgården med 2-1 i en dålig match, seger över IFK Eskilstuna med 8-4 som innebar allsvenskt målrekord och en meriterande seger borta mot Hälsingborg (2-1). I den sistnämnda matchen kunde "Putte" Kock göra debut igen efter två års frånvaro på grund av skada. Tyvärr fick han lägga skorna på hyllan för gott två matcher senare.
Även om spelet svek denna period och även om AIK var långt efter göteborgslagen så fortsätter publiken att komma till Stockholms Stadion och stödja AIK, som kom tvåa i publikligan detta år. Örgryte IS, som också vann allsvenskan, vann publikligan då man hade 8 217 i snitt, cirka tusen fler än vad AIK hade i publiksnitt.

### Tabeller
1924/25 - Allsvenskan
| Pl | Lag             | Ma | V  | O | F  | GM | IM | P  |
| -- | --------------- | -- | -- | - | -- | -- | -- | -- |
| 1  | GAIS            | 22 | 17 | 4 | 1  | 63 | 16 | 38 |
| 2  | IFK Göteborg    | 22 | 16 | 4 | 2  | 87 | 30 | 36 |
| 3  | Örgryte IS      | 22 | 15 | 5 | 2  | 67 | 17 | 35 |
| 4  | Hälsingborgs IF | 22 | 12 | 4 | 6  | 50 | 29 | 28 |
| 5  | AIK             | 22 | 12 | 0 | 10 | 57 | 38 | 24 |
| 6  | Landskrona BoIS | 22 | 7  | 6 | 9  | 30 | 52 | 20 |
| 7  | IK Sleipner     | 22 | 7  | 4 | 11 | 37 | 49 | 18 |
| 8  | IFK Norrköping  | 22 | 8  | 1 | 13 | 27 | 49 | 17 |
| 9  | IFK Eskilstuna  | 22 | 6  | 4 | 12 | 41 | 58 | 16 |
| 10 | IFK Malmö       | 22 | 5  | 5 | 12 | 39 | 55 | 15 |
| 11 | Västerås IK     | 22 | 2  | 5 | 15 | 21 | 66 | 9  |
| 12 | Hammarby IF     | 22 | 2  | 4 | 16 | 23 | 83 | 8  |

1925/26 - Allsvenskan
| Pl | Lag             | Ma | V  | O | F  | GM | IM | P  |
| -- | --------------- | -- | -- | - | -- | -- | -- | -- |
| 1  | Örgryte IS      | 22 | 15 | 5 | 2  | 75 | 33 | 35 |
| 2  | GAIS            | 22 | 16 | 2 | 4  | 67 | 20 | 34 |
| 3  | IFK Göteborg    | 22 | 13 | 7 | 2  | 65 | 27 | 33 |
| 4  | Hälsingborgs IF | 22 | 15 | 2 | 5  | 75 | 36 | 32 |
| 5  | AIK             | 22 | 7  | 7 | 8  | 45 | 50 | 21 |
| 6  | IFK Norrköping  | 22 | 9  | 2 | 11 | 47 | 57 | 20 |
| 7  | Landskrona BoIS | 22 | 7  | 4 | 11 | 56 | 67 | 18 |
| 8  | IK Sleipner     | 22 | 8  | 2 | 12 | 40 | 52 | 18 |
| 9  | IFK Eskilstuna  | 22 | 6  | 5 | 11 | 40 | 63 | 17 |
| 10 | IFK Uddevalla   | 22 | 4  | 8 | 10 | 31 | 49 | 16 |
| 11 | IFK Malmö       | 22 | 4  | 6 | 12 | 30 | 66 | 14 |
| 12 | IK City         | 22 | 1  | 4 | 17 | 32 | 83 | 6  |

1926/27 - Allsvenskan
| Pl | Lag             | Ma | V  | O | F  | GM | IM | P  |
| -- | --------------- | -- | -- | - | -- | -- | -- | -- |
| 1  | GAIS            | 22 | 16 | 4 | 2  | 70 | 25 | 36 |
| 2  | IFK Göteborg    | 22 | 16 | 1 | 5  | 58 | 27 | 33 |
| 3  | Hälsingborgs IF | 22 | 16 | 0 | 6  | 74 | 34 | 32 |
| 4  | Örgryte IS      | 22 | 13 | 3 | 6  | 43 | 30 | 29 |
| 5  | AIK             | 22 | 10 | 3 | 9  | 38 | 36 | 23 |
| 6  | IK Sleipner     | 22 | 9  | 2 | 11 | 44 | 42 | 20 |
| 7  | IFK Eskilstuna  | 22 | 7  | 5 | 10 | 51 | 61 | 19 |
| 8  | IFK Norrköping  | 22 | 6  | 6 | 10 | 35 | 50 | 18 |
| 9  | Landskrona BoIS | 22 | 7  | 2 | 13 | 36 | 56 | 16 |
| 10 | IF Elfsborg     | 22 | 6  | 4 | 12 | 33 | 60 | 16 |
| 11 | Westermalms IF  | 22 | 5  | 4 | 13 | 35 | 58 | 14 |
| 12 | IFK Uddevalla   | 22 | 2  | 4 | 16 | 27 | 65 | 8  |

1927/28 - Allsvenskan
| Pl | Lag             | Ma | V  | O | F  | GM | IM | P  |
| -- | --------------- | -- | -- | - | -- | -- | -- | -- |
| 1  | Örgryte IS      | 22 | 14 | 5 | 3  | 69 | 29 | 33 |
| 2  | Hälsingborgs IF | 22 | 14 | 5 | 3  | 64 | 27 | 33 |
| 3  | GAIS            | 22 | 11 | 6 | 5  | 45 | 29 | 28 |
| 4  | IFK Göteborg    | 22 | 10 | 6 | 6  | 39 | 33 | 26 |
| 5  | IF Elfsborg     | 22 | 10 | 3 | 9  | 48 | 35 | 23 |
| 6  | IK Sleipner     | 22 | 8  | 5 | 9  | 50 | 44 | 21 |
| 7  | AIK             | 22 | 8  | 4 | 10 | 49 | 47 | 20 |
| 8  | IFK Norrköping  | 22 | 6  | 7 | 9  | 36 | 63 | 19 |
| 9  | Landskrona BoIS | 22 | 8  | 2 | 12 | 49 | 52 | 18 |
| 10 | IFK Eskilstuna  | 22 | 7  | 4 | 11 | 42 | 65 | 18 |
| 11 | Djurgårdens IF  | 22 | 4  | 6 | 12 | 43 | 66 | 14 |
| 12 | Stattena IF     | 22 | 5  | 1 | 16 | 30 | 74 | 11 |

### Fotnoter
1. ↑  Lars Nylin: Den nödvändiga boken om allsvenskan, 2004, sida 16
2. 1 2 3  AIK.se: År för år: 1924/1925
3. ↑  AIK.se: År för år: 1925/1926
4. ↑  AIK.se: År för år: 1926/1927
5. 1 2  AIK.se: År för år: 1927/1928